# Beckerellus obtusus
Beckerellus obtusus är en tvåvingeart som först beskrevs av Mario Bezzi 1924.  Beckerellus obtusus ingår i släktet Beckerellus och familjen svävflugor. Inga underarter finns listade i Catalogue of Life.